# Miguel Andonie Fernández
Miguel Andonie Fernández (Gualala, Santa Bárbara, Honduras, 30 de octubre de 1921-Tegucigalpa, Honduras, 30 de noviembre de 2013) fue un político, empresario,Doctor farmacéutico y químico hondureño cuyo padre era de origen palestino.

## Biografía
Sus padres fueron Juan Miguel Andonie Handal y Josefa Fernández y tuvo dos hermanos, Juan y José. Realizó sus estudios primarios en la escuela de su localidad natal, completó los secundarios obteniendo el bachillerato en 1938, y finalmente obtuvo el título de Licenciado en Química y Farmacia por la Universidad Nacional de Honduras (hoy Universidad Nacional Autónoma) en 1945, haciendo su práctica en el Hospital General San Felipe de Tegucigalpa. Se casó en 1944 con Cristina Medina Galindo, con la que tuvo cinco hijos, Miguel, Omar, Roberto, Liliana y Magda Andonie Medina.
- Fue decano interino de la Facultad de Química y Farmacia de la Universidad Nacional Autónoma de Honduras, también Director de la Revista de Química y Farmacia.
- Presidente de la Asociación de Radiodifusoras en 1963.

## Empresario
En 1962 fundó la Farmacia Regis y la Droguería Mandofer (acrónimo de su nombre); después se hizo primero socio y luego propietario de la empresa Radio América, fundada el 7 de diciembre de 1948, ampliando su capacidad hasta convertirla en 1967 en Circuito Audiovideo, S. A., actualmente América Multimedios. También fue gerente y propietario de Canal 11, accionista de Corporación Televicentro, y en la década de los 1970 propietario del desaparecido diario El Día, cuyos archivos donó a la Biblioteca Nacional de Honduras.

## Político y candidato presidencial
Después de la Guerra del Fútbol de 1969 colaboró en la creación del Comité Cívico de Apoyo para la Defensa Nacional, y, en abril de 1970, fundó junto a otros amigos el Partido Innovación y Unidad (PINU), que rompió el bipartidismo político existente en Honduras desde mediados del siglo XX.
Fue nombrado diputado a la Asamblea Nacional entre 1980 y 1986, y diputado en el Congreso Nacional entre 1986 u 1990, durante la presidencia del Ingeniero José Azcona del Hoyo. De 1990 a 1996 fue diputado en el Parlamento Centroamericano.
Fue candidato a presidente por su partido PINU en las elecciones generales de Honduras de 1981, ganadas por Roberto Suazo Córdova, del Partido Liberal de Honduras.

## Membresías
Fue miembro de los siguientes organismos y consejos:
- Colegio de químicos y farmacéuticos de Honduras (presidente).
- Hogar de Químicos y Farmacéuticos de Honduras (socio fundador).
- Claustro pleno de la Universidad Nacional Autónoma de Honduras.
- Junta Directiva de la Cámara de Comercio e Industria.
- Comisión de Créditos del Banco Nacional de Fomento (actual BANADESA).
- Directiva de la Cruz Roja Hondureña.
- Consejo Nacional Anticorrupción.

## Condecoraciones
- Farmacéutico del año, otorgado por el Colegio de Químicos y Farmacéuticos de Honduras. (1960).
- Honor al Mérito en el Grado de Gran Cruz Placa de Oro, otorgada por el Congreso Nacional de Honduras.